# Герб Ізмаїла
Герб Ізмаї́ла — один з офіційних символів міста Ізмаїл (Одеська область), перезатверджений 13 квітня 1992 року, зі змінами 2016-го. Офіційним місцем розташування герба міста є сесійна зала Ізмаїльської міської ради.

## Опис
Герб має форму щита, який являє собою прямокутник, основа якого — 8/9 висоти — виступає в середині нижньої частини вістрям та має закруглені нижні кути.
Щит розділений діагонально з лівого кута. У червоному лівому полі розташовано срібний хрест, внизу місяць, а між ними шабля, лезо якої обернене донизу, в пам'ять про Кагульську перемогу.
У правому, срібному полі внизу зображена вода, з правого боку берег, а з лівого — ніс корабля, з якого опускається якір у воду, в пам'ять про відкритий порт.

## Історія
Герб Ізмаїла періоду Російської імперії було затвердженого 2 квітня 1826 року.
Герб румунського періоду (1919 — 1940) було затверджено 1930 року. На червоному полі герба — срібна зубчаста башта, яка виходить із срібного моря. Над баштою — золотий чотирикінцевий хрест над срібним лежачим півмісяцем. Щит увінчаний срібною міською короною із п'ятьма вежками. Зображення на гербі символізує старовинну ізмаїльську фортецю та переможну боротьбу християн за володіння нею.
Радянський герб 1967 року (автор Ф. Константинов) являв собою щит скошений справа червоним й лазуровим. На червоній частині — золоті серп та молот. На лазуровій — золотий силует пам'ятника генералісимусу Олександру Суворову роботи скульптора Бориса Едуардса. Герб розміщено у золотому картуші, що має три фортечних зубці вгорі та форму якоря внизу. Монумент із зубцями є символами героїчного минулого міста. Якір є характеристикою специфіки міста — морський порт. Лазуровий колір — символ ріки Дунай та елемент державного прапора Української РСР.
Сучасний варіант герба було затверджено рішенням IX сесії Ізмаїльської міської ради XXI скликання від 13 квітня 1992 року й він повністю відповідає гербу, затвердженому 2 квітня 1826 року. Остаточні зміни було внесено 3 жовтня 2016 року.

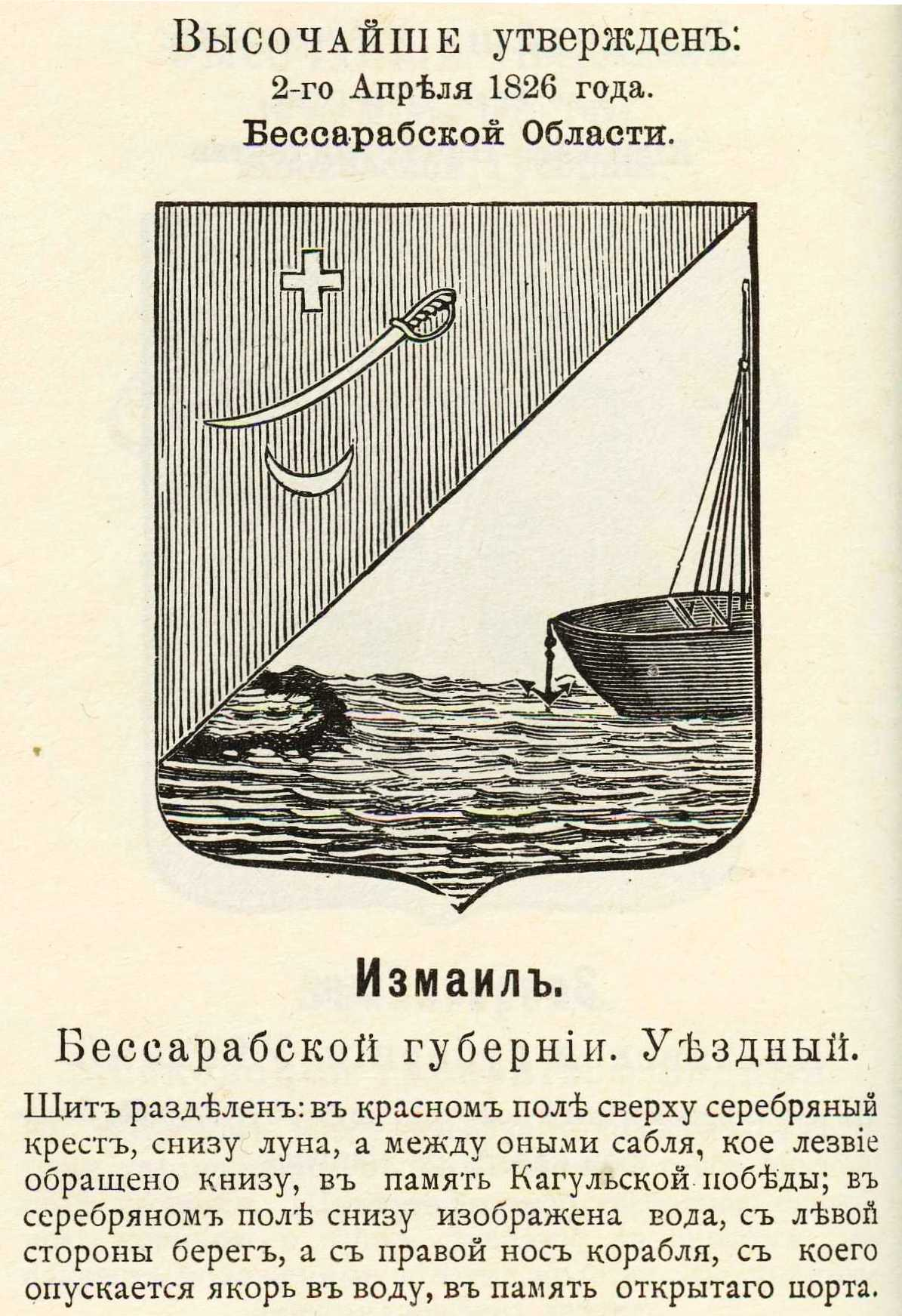
Герб повітового міста Ізмаїл Бессарабської губернії Російської Імперії з офіційним описом у Гербовнику Павла Петровича Вінклера (1826)
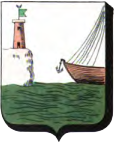
Герб російського періоду (1898 р.)
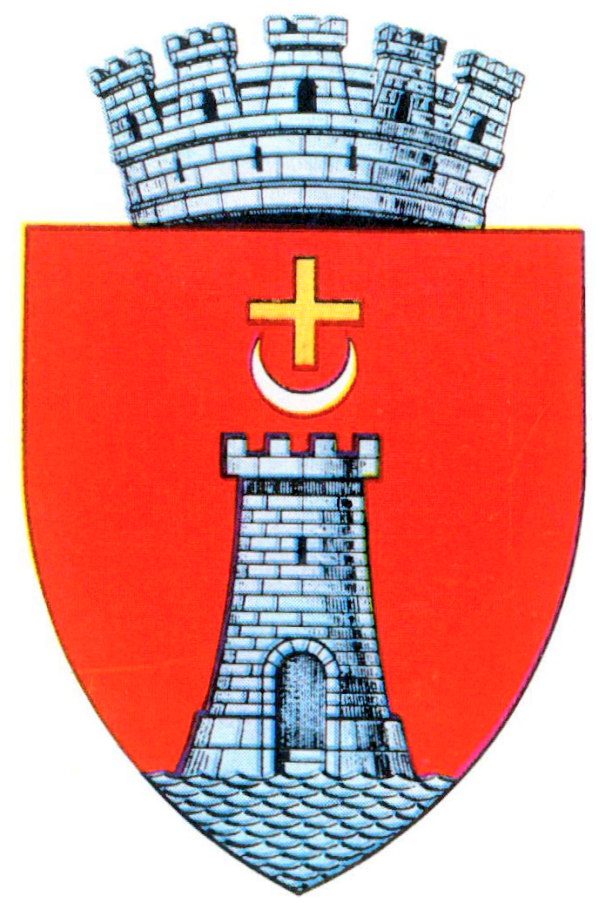
Герб румунського періоду
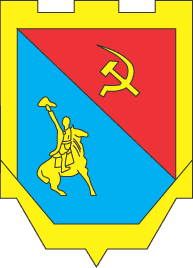
Герб радянського періоду (1967 — 1992)
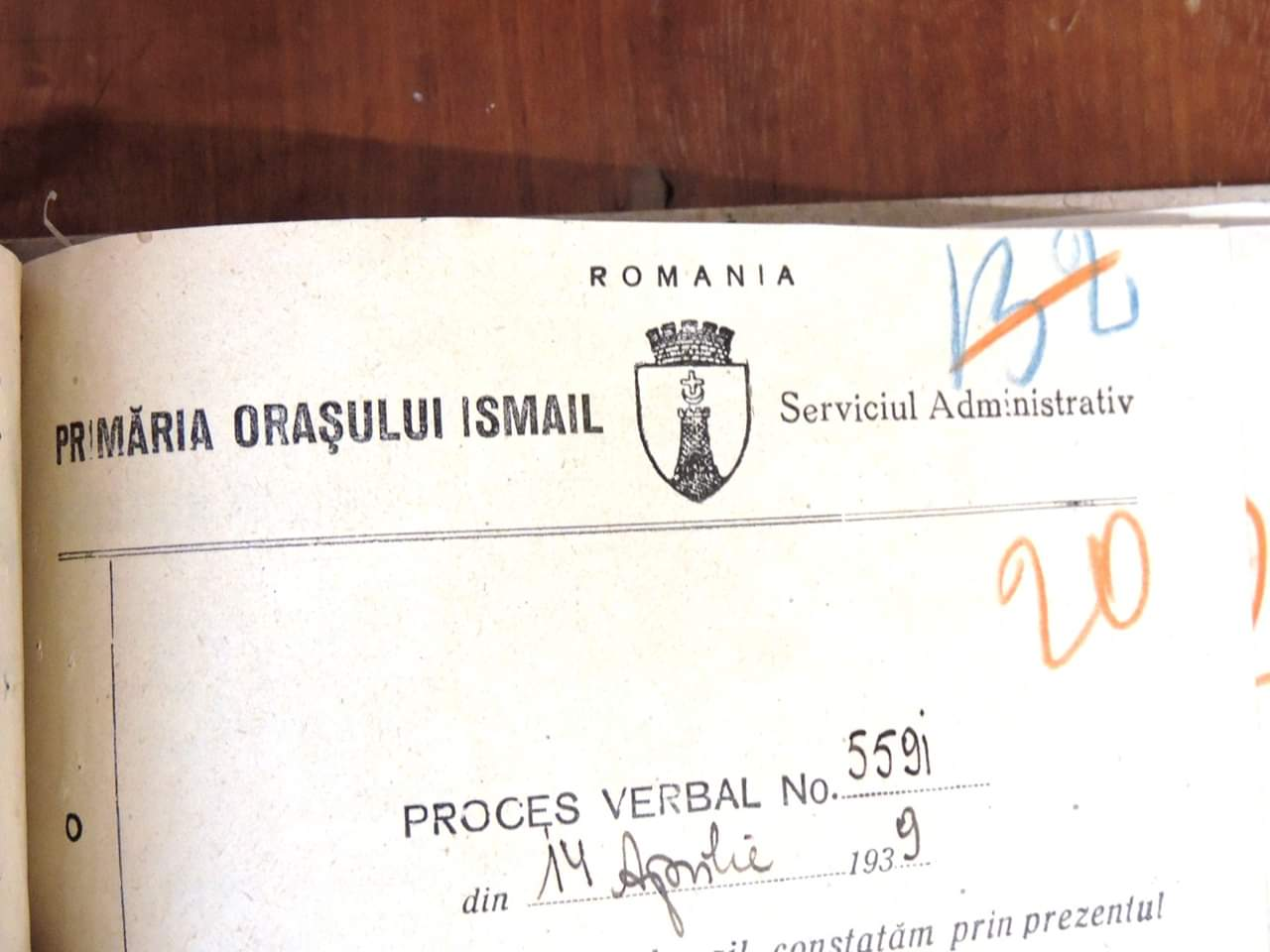
Герб міста на документах румунських часів
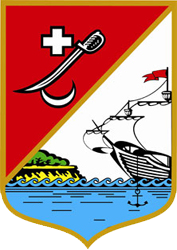
Перший сучасний (1992 — 1996); фактично використовувався до 2016 року
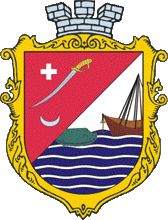
Другий сучасний (1996 — 2016); майже не використовувався